# The Crazy Ones
The Crazy Ones é uma sitcom americana que estreou em 26 de setembro de 2013, exibida pela CBS.
Em 10 de maio de 2014, a CBS anunciou que a série não iria receber uma 2ª temporada.

## Enredo
Baseada em Chicago, a série segue a vida das pessoas que trabalham para a agência publicitária Roberts & Roberts, Liderada por Simon Roberts, um imprevisível, genial e bem sucedido publicitário e sua filha Sydney Roberts, que é mais racional e determinada em fazer seu nome. Apesar de serem opostos, foram capazes de criar maneiras incomuns para conseguir e manter clientes, mesmo quando seus próprios funcionários acham que são loucos.

## Elenco
- Robin Williams[6] como Simon Roberts
- Sarah Michelle Gellar como Sydney Roberts (Diretora de Criação)
- James Wolk como Zach Cropper (Copywriter/Redator)
- Hamish Linklater como Andrew (Diretor de Arte)
- Amanda Setton como Lauren Slotsky

## Episódios
| Seq. | Ep. | Titulo                           | Diretor          | Escritor                   | Exibição original       | Audiência EUA (million) |
| ---- | --- | -------------------------------- | ---------------- | -------------------------- | ----------------------- | ----------------------- |
| 1    | 1   | "Pilot"                          | Jason Winer      | David E. Kelley            | 26 de setembro de 2013  | 15.52                   |
| 2    | 2   | "The Spectacular"                | Jason Winer      | Joe Port & Joe Wiseman     | 3 de outubro de 2013    | 11.71                   |
| 3    | 3   | "Bad Dad"                        | Jason Winer      | Corey Nickerson            | 10 de outubro de 2013   | 9.69                    |
| 4    | 4   | "Breakfast Burrito Club"         | Michael P. Jann  | Rob Sudduth                | 17 de outubro de 2013   | 9.37                    |
| 5    | 5   | "She's So European"              | Jason Winer      | Dean Lorey                 | 24 de outubro de 2013   | 8.69                    |
| 6    | 6   | "Hugging the Now"                | Fred Savage      | Ryan Raddatz               | 31 de outubro de 2013   | 8.06                    |
| 7    | 7   | "Sydney, Australia"              | Bill D'Elia      | Tracy Poust & Jon Kinnally | 7 de novembro de 2013   | 8.00                    |
| 8    | 8   | "The Stan Wood Account"          | Jason Winer      | Laura Kraft                | 14 de novembro de 2013  | 8.59                    |
| 9    | 9   | "Sixteen-Inch Softball"          | Alex Hardcastle  | Amy Hubbs                  | 21 de novembro de 2013  | 8.60                    |
| 10   | 10  | "Models Love Magic"              | Fred Savage      | Dean Lorey                 | 5 de dezembro de 2013   | 7.58                    |
| 11   | 11  | "The Intern"                     | Fred Goss        | Joe Port & Joe Wiseman     | 12 de dezembro de 2013  | 7.87                    |
| 12   | 12  | "The Face of a Winner"           | Jason Winer      | Mason Steinberg            | 2 de janeiro de 2014    | 8.20                    |
| 13   | 13  | "Outbreak"                       | Bill D'Elia      | Rob Sudduth                | 9 de janeiro de 2014    | 9.52                    |
| 14   | 14  | "Simon Roberts Was Here"         | Steven Tsuchida  | Ryan Raddatz               | 30 de janeiro de 2014   | 8.25                    |
| 15   | 15  | "Dead and Improved"              | Bill D'Elia      | David E. Kelley            | 6 de fevereiro de 2014  | 7.48                    |
| 16   | 16  | "Zach Mitzvah"                   | Jason Winer      | Tracy Poust & Jon Kinnally | 27 de fevereiro de 2014 | 7.41                    |
| 17   | 17  | "Heavy Meddling"                 | Alex Hardcastle  | Bill Kunstler              | 6 de março de 2014      | 6.96                    |
| 18   | 18  | "March Madness"                  | Linda Mendoza    | Laura Krafft               | 13 de março de 2014     | 6.71                    |
| 19   | 19  | "Danny Chase Hates Brad Paisley" | David Katzenberg | Amy Hubbs                  | 3 de abril de 2014      | 6.57                    |
| 20   | 20  | "Love Sucks"                     | Bill D'Elia      | Mason Steinberg            | 10 de abril de 2014     | 6.83                    |
| 21   | 21  | "The Monster"                    | Matt Sohn        | Tracy Poust & Jon Kinnally | 17 de abril de 2014     | 6.19                    |
| 22   | 22  | "The Lighthouse"                 | Matt Sohn        | Tracy Poust & Jon Kinnally | 17 de abril de 2014     | 5.83                    |